# Papa Stefano VIII
Stefano VIII o IX secondo una diversa numerazione (Roma, ... – Roma, ottobre 942) è stato il 127º papa della Chiesa cattolica dal 14 luglio 939 alla sua morte.

## Biografia

### Origini
Romano, al momento dell'elezione al Soglio pontificio Stefano era cardinale prete del titolo dei Santi Silvestro e Martino ai Monti. Fu eletto il giorno immediatamente successivo a quello della morte del predecessore Leone VII.

### Pontificato
Stefano, come il suo predecessore Leone VII, faceva parte della serie di "papi cortigiani" voluti da Alberico e infatti fu eletto per volontà del senator Alberico II di Spoleto, che era allora l'assoluto padrone di Roma. Benché privati di qualsiasi potere politico, i papi di questo periodo erano uomini pii e si adoperarono per la restaurazione della disciplina nella Chiesa, beneficiando l'azione riformatrice di Cluny. Di Stefano VIII sono note solamente alcune donazioni al monastero di Tolla, presso Piacenza, e all'abbazia della Lorena, in continuità con l'azione di riforma monastica di Alberico iniziata sotto Leone VII.
Stefano, benché fosse devoto ad Alberico, riuscì comunque ad esercitare la sua funzione pacificatrice in qualità di Vicario di Cristo inducendo i Franchi occidentali ad accettare Luigi IV d'Oltremare come loro legittimo re contro altri pretendenti. Sempre in Francia, accordò il pallio all'arcivescovo di Reims Ugo di Vermandois, figlio ventenne del potente Eriberto di Vermandois.

### Morte e sepoltura
Stefano VIII morì nell'ottobre del 942 e fu sepolto nell'antica basilica di San Pietro in Vaticano.

## Diffusione di false notizie biografiche
Nel corso dei secoli successivi si diffusero delle leggende che affermavano che Stefano fosse di origine tedesca, e per questo fosse stato imposto come pontefice da Ottone I di Sassonia. Inoltre Martino di Troppau, nel suo Chronicon, raccontò di come Stefano VIII fosse stato vittima di una sollevazione popolare nel corso della quale fu aggredito e mutilato da alcuni nobili della fazione di Alberico ("mutilatus a quibusdam Romanis"), offeso pubblicamente dal pontefice. Si tratta in entrambi i casi di notizie non attendibili; in questi anni il dominio di Alberico su Roma era totale, e pertanto non solo non avrebbe permesso che un papa straniero sedesse in Laterano, ma inoltre la tesi di Martino (che è l'unica fonte che fornisce tale notizia, tra altre non veritiere) presupporrebbe un indebolimento del potere di Alberico, che nessuna fonte riferisce.